# Carolina Aguirre
Andrea Carolina Aguirre Pérez (Guayaquil, 26 novembre 1992) è una modella ecuadoriana, incoronata Miss Ecuador 2012 e rappresentante dell'Ecuador a Miss Universo 2012.

## Biografia
Nata da padre ecuadoriano e madre argentina, Carolina Aguirre parla fluentemente spagnolo e inglese, ed al momento dell'incoronazione stava studiano giornalismo presso l'UEES.
Carolina Aguirre ha gareggiato in qualità di rappresentante di Guayas, al concorso di bellezza nazionale Miss Ecuador, che si è tenuto il 16 marzo 2012 presso La Libertad. La Aguirre ha ottenuto i titoli di Best Figure, Best Face e Most Popular on Facebook ed alla fine ha vinto il titolo, ottenendo il diritto di rappresentare l'Ecuador a Miss Universo 2012.
Nel 2013 Carolina Aguirre ha vinto il concorso "Miss Continenti Uniti" che si svoltò a Guayaquil e al quale partecipavano 28 concorrenti